# Phasia lepidofera
Phasia lepidofera är en tvåvingeart som först beskrevs av Malloch 1929.  Phasia lepidofera ingår i släktet Phasia och familjen parasitflugor. Inga underarter finns listade i Catalogue of Life.